# Ilythea japonica
Ilythea japonica är en tvåvingeart som beskrevs av Ichiro Miyagi 1977. Ilythea japonica ingår i släktet Ilythea och familjen vattenflugor. Inga underarter finns listade i Catalogue of Life.